# Julien Martin
Julien Martin (Angers, vers el 1808 - ?) fou un compositor francès del Romanticisme. A causa de ser oriünd d'Angers, també és conegut aquest músic pel sobrenom de Martin d'Angers. Passà a París per a perfeccionar-se en la música, i el 1841 aconseguí la feina de mestre de capella en l'església de Saint-Germain-l'Auxerrois. Inventà un nou sistema d'harmonització del cant pla, que fou objecte de moltes discussions a la Premsa. Una mostra d'aquest sistema d'harmonització inventat per Martín la donà en l'obra Plain-chant populaire pour tous les ofices de l'année, noté dans la voix naturelle du clergue et des fidèles (París, 1846). A més va escriure: De l'enseignement musical dans les colleges royaux de Paris (París, 1841), i De l'Avenir de l'Orphéon et de toutes les éscoles populaires de musique en France (París, 1846). Compongué una missa solemne, una altra de rèquiem, diverses romances per a cant i piano i violoncel; Galerie musicale, ou sèrie de morceaux de chant faciles à deux et trois voix, avec accompagnement de piano, à l'usatge des pensionnats.